# Bruce Chizen
Bruce R. Chizen (1956) is een Amerikaans manager. Hij was Chief Executive Officer van Adobe in San José, Californië. Chizen woont in Los Altos, Californië. Hij heeft bij vele bedrijven een functie gehad, zoals bij Microsoft, Mattel Electronics en Claris. Hij studeerde op het Brooklyn College waar hij een bachelordiploma gehaald heeft.